# Hockenjos (Komödie)
Hockenjos oder Die Lügenkomödie ist ein Theaterstück von Jakob Wassermann von 1898.

## Inhalt
Der Bürgermeister und ein Bildhauer einer schwäbischen Kleinstadt beschließen, ein Denkmal zu errichten, um die Bedeutung des Ortes zu steigern. Als Objekt wird ein Lehrer ausgewählt, der bei einer Südpolexpedition mit dem Dampfer untergegangen sein soll. Die Vorbereitungen werden getroffen, die Witwe trauert, da taucht der vermeintliche  Verstorbene wieder zu Hause auf. Er sei nur bis Hamburg gekommen und habe einen Teil des Geldes vertrunken. Da das Denkmal trotzdem eingeweiht werden soll, wird er mit Geld und Versprechungen dazu gebracht, sein Aussehen zu verändern, damit er nicht mehr erkannt werden kann.
Das Stück ist eine Satire auf die Verhältnisse in einer Kleinstadt und die Abläufe von Entscheidungen. Vorlage war die Komödie Cabotins! von Édouard Pailleron von 1894.

## Geschichte
Hockenjos gehört zum Frühwerk von Jakob Wassermann. Es ist eines der zwei ersten gedruckten Theaterstücke von ihm. Der Schriftsteller Ernst von Wolzogen versuchte bei einem Besuch in Berlin zunächst vergeblich, die Theaterkritiker Otto Brahm und Fritz Mauthner von der Qualität des Stückes zu überzeugen.
Dennoch fand die Uraufführung im Oktober 1900 in der dortigen jungen Secessionsbühne statt. Wassermann reiste aus diesem Anlass erstmals nach Berlin. Die Reaktionen auf die Aufführung waren geteilt. Während der renommierte Theaterkritiker Alfred Kerr von dem Stück und dem Talent des jungen Autors positiv beeindruckt war, äußerten der Dichter Rainer Maria Rilke und andere Kritiker ihre Enttäuschung über die mittelmäßige Inszenierung und den geringen literarischen Gehalt des Stückes.
1901 und 1913 gab es Inszenierungen in Dresden, 1926 eine Liveaufführung in der Berliner Funk-Stunde.
Das Manuskript der Komödie befindet sich im Literaturarchiv in Marbach.

## Textausgaben
- Hockenjos oder Die Lügenkomödie. Drei Akte von Jakob Wassermann. Rubinverlag München ohne Jahr [1898?] Digitalisat Digitalisat